# Превзета държава
Превзетата държава е вид политическа корупция, при която частни интереси значително влияят върху държавния процес за вземане на решения в своя собствена полза чрез незаконни и прикрити методи. Влиянието може да се осъществява чрез редица държавни институции, включително законодателната, изпълнителната и съдебната власт. В този смисъл прилича на регулаторното превземане, но се различава по това, че се упражнява през редица управителни тела, и поради това, за разлика от регулаторното превземане, влиянието никога не е явно.